# The Country Teacher
The Country Teacher (Venkovský ucitel) è un film del 2008 diretto Bohdan Sláma.
In Italia il film è stato distribuito da Venezia Mostra a partire dal 30 agosto 2008.

## Trama
Un giovane insegnante omosessuale dall'ottimo curriculum accetta un impiego come docente di scienze naturali in una scuola elementare situata in campagna. Durante la sua permanenza fa amicizia con una donna e suo figlio diciassettenne. L’insegnante non dimostra di avere alcun interesse sentimentale per la donna ma questo non impedisce loro di stringere una forte amicizia. Un giorno l’ex-fidanzato dell’insegnante lo va a visitare e immediatamente capisce che nessuno al villaggio è a conoscenza del fatto che loro sono omosessuali. Durante la sua visita si accorge anche del sentimento velato provato dal suo compagno nei confronti del ragazzo diciassettenne. La sua forte gelosia scatena una serie di eventi che mettono alla prova l’insegnante, la donna e suo figlio.

## Accoglienza

### Incassi
Il film ha incassato, nel mondo, complessivamente 1.689.107 dollari americani.

### Critica
Sull'aggregatore di recensioni Rotten Tomatoes il film ha ottenuto l'81% di recensioni positive con un voto medio di 6.7/10.

## Riconoscimenti
- Cottbus Film Festival of Young East European Cinema - 2008
  - Vinto - Bohdan Sláma
  - Candidatura - Bohdan Sláma
- Stockholm Film Festival - 2008
  - Vinto - Zuzana Bydzovská
  - Vinto - Divis Marek
  - Candidatura - Bohdan Sláma
- Mostra internazionale d'arte cinematografica - 2008
  - Candidatura - Bohdan Sláma
- Czech Lions - 2009 
  - Vinto - Miglior attrice (Zuzana Bydzovská)
  - Vinto - Miglior sceneggiatura (Bohdan Sláma)
  - Candidatura - Miglior film
  - Candidatura - Miglior attore (Pavel Liska)
  - Candidatura - Miglior attrice non protagonista (Zuzana Krónerová)
  - Candidatura - Miglior regista (Bohdan Sláma)
  - Candidatura - Miglior musica (Vladimír Godár)
- Kosmorama, Trondheim Internasjonale Filmfestival - 2009
  - Candidatura
- Festival MIX Milano- 2009
  - Vinto - Bohdan Sláma
- Santa Barbara International Film Festival - 2009
  - Candidatura - Miglior film internazionale (Bohdan Sláma)
- Vukovar Film Festival - 2009
  - Candidatura - Miglior film
- GLAAD Media Awards - 2010
  - Candidatura - Miglior film della piccola distribuzione